# Liste von Alleen in Solingen
In der Liste von Alleen in Solingen sind geschützte Alleen nach § 41 LNatSchG NRW im Stadtgebiet Solingen aufgeführt, die einen Eintrag im Alleenkataster des Landes NRW haben. (Anmerk.: Die Kennungen AL-SG-0028 und AL-SG-0047 sind im Kataster unbelegt.)
| Bild           | Kennung    | Bezeichnung und Lage                                                               | Länge       |
| -------------- | ---------- | ---------------------------------------------------------------------------------- | ----------- |
|                | AL-SG-0001 | Platanenallee an der Germanenstraße                                                | 589,390 m   |
|                | AL-SG-0002 | Platanenallee an der Frankenstraße                                                 | 711,400 m   |
|                | AL-SG-0003 | Lindenallee an der Beckmannstraße                                                  | 244,050 m   |
|                | AL-SG-0004 | Gemischte Allee an der Neuenkamper Straße (B 229)                                  | 1.119,630 m |
|                | AL-SG-0005 | Lindenallee am Hermann-Löns-Weg                                                    | 478,760 m   |
|                | AL-SG-0006 | Birkenallee an der Sachsenstraße                                                   | 288,200 m   |
|                | AL-SG-0007 | Allee aus Schwedischer Mehlbeere an der Rheinstraße                                | 230,310 m   |
|                | AL-SG-0008 | Allee aus Schwedischer Mehlbeere an der Weserstraße                                | 165,150 m   |
|                | AL-SG-0009 | Allee aus Schwedischen Mehlbeeren an der Schwanenstraße                            | 229,700 m   |
|                | AL-SG-0010 | Alleensystem aus Hainbuche auf dem evangelischen Friedhof Ohligs                   | 396,870 m   |
|                | AL-SG-0011 | Allee aus Rosskastanie und Rot-Eichen an der Schießstraße (Ohligser Schützenplatz) | 113,850 m   |
|                | AL-SG-0012 | Platanenallee an der Tersteegenstraße                                              | 262,310 m   |
|                | AL-SG-0013 | Winter-Lindenallee am Flockertsholzer Weg                                          | 112,730 m   |
|                | AL-SG-0014 | Gemischte Allee an der Schulstraße                                                 | 331,710 m   |
| weitere Bilder | AL-SG-0015 | Berg-Ahornallee am Dycker Feld                                                     | 676,820 m   |
|                | AL-SG-0016 | Sand-Birkenallee Zufahrt Schloß Grünewald                                          | 238,180 m   |
| weitere Bilder | AL-SG-0017 | Lindenallee Zufahrt Schloß Grünewald                                               | 265,870 m   |
|                | AL-SG-0018 | Spitz-Ahornallee an der Carl-Russ-Straße                                           | 248,710 m   |
|                | AL-SG-0019 | Spitz-Ahornallee an der Ernst-Barlach-Straße                                       | 155,050 m   |
| weitere Bilder | AL-SG-0020 | Platanen- und Weißdornallee an der Henriettenstraße/Zeppelinstraße                 | 290,250 m   |
|                | AL-SG-0021 | Lindenallee an der Henshauser Straße                                               | 409,330 m   |
|                | AL-SG-0022 | Amberbaumallee an der Friedrich-Ebert-Straße                                       | 393,750 m   |
|                | AL-SG-0023 | Robinien- und Ebereschenallee an der Turnerstraße                                  | 213,920 m   |
|                | AL-SG-0024 | Winter-Lindenallee an der Straße Schwarze Pfähle / Friedensstraße                  | 105,470 m   |
|                | AL-SG-0025 | Ebereschen- und Mehlbeerenallee an der Mittelstraße                                | 208,390 m   |
|                | AL-SG-0026 | Weißdornallee an der Hochstraße                                                    | 170,080 m   |
|                | AL-SG-0027 | Winter-Lindenallee an der Oberen Hildener Straße                                   | 575,710 m   |
|                | AL-SG-0029 | Weißdornallee an der Kärntener Straße                                              | 146,220 m   |
|                | AL-SG-0030 | Robinienallee an der Düsseldorfer Straße                                           | 161,390 m   |
|                | AL-SG-0031 | Sommer-Lindenallee an der Weststraße                                               | 112,750 m   |
|                | AL-SG-0032 | Allee aus Schwedischer Mehlbeere an der Lippestraße                                | 143,430 m   |
| weitere Bilder | AL-SG-0033 | Ahornallee am Caspersbroicher Weg                                                  | 151,410 m   |
|                | AL-SG-0034 | Eichenallee an der Badstraße                                                       | 244,740 m   |
|                | AL-SG-0035 | Spitz-Ahornallee an der Uhlandstraße                                               | 133,240 m   |
|                | AL-SG-0036 | Eichenallee an der Eichenstraße                                                    | 367,920 m   |
|                | AL-SG-0037 | Unnersberger Allee                                                                 | 553,260 m   |
|                | AL-SG-0038 | Rosskastanienallee am Pfaffenberger Weg                                            | 550,770 m   |
|                | AL-SG-0039 | Lindenallee an der Wittekindstraße                                                 | 302,690 m   |
|                | AL-SG-0040 | Mehlbeerenallee am Wolfsfeld                                                       | 238,050 m   |
|                | AL-SG-0041 | Gemischte Allee an der Bismarckstraße                                              | 264,140 m   |
|                | AL-SG-0042 | Berg-Ahornallee an der Schaberger Straße                                           | 500,250 m   |
|                | AL-SG-0043 | Winter-Lindenallee an der Klingenstraße                                            | 227,880 m   |
|                | AL-SG-0044 | Ahornallee am Birkenweiher                                                         | 125,320 m   |
|                | AL-SG-0045 | Allee aus Rosskastanie und Sand-Birke an der Wupperstraße                          | 310,120 m   |
| weitere Bilder | AL-SG-0046 | Gemischte Allee an der Wilhelmshöhe                                                | 242,840 m   |
| weitere Bilder | AL-SG-0048 | Ahornallee an der Lützowstraße                                                     | 511,610 m   |